# フルウィア (小惑星)
フルウィア (609 Fulvia) は、小惑星帯に位置する小惑星である。
マックス・ヴォルフがハイデルベルクで発見した。マルクス・アントニウスの妻フルウィアにちなんで命名された。